# Conjunções do esperanto
As  conjunções do Esperanto são as que se seguem:
- AŬ: ou, senão, do contrário, aliás.
- ĈAR: porque (em resposta), pois, pois que.
- ĈU: usada para introduzir uma oração interrogativa direta.
- DO: pois, portanto, logo, então, por conseguinte.
- KAJ: e.
- KE: que (como conjunção, não como correlativo).
- KVANKAM: ainda que, apesar de, embora, posto que, se bem que, conquanto.
- NEK: nem.
- OL: do que.
- SE: se (se como conjunção).
- SED: mas, porém.
- TAMEN: todavia, entretanto.

Há alguns vocábulos que podem funcionar como conjunção, apesar de pertencerem a outras categorias:
- APENAŬ: mal, "logo que".
- DUM: enquanto, ao passo que.
- ĜIS: até que.
- KVAZAŬ: como se.
- NU: ora.

As preposições Anstataŭ, por e krom passam à categoria de conjunção quando regem verbos (no modo infinitivo).
O esperanto possui também várias outras locuções conjuncionais:
- Ĉiufoje kiam: toda vez que.
- Ĉiam kiam: sempre que.
- De (la tempo) kiam: desde o tempo que, desde quando.
- Eĉ se: mesmo se, até mesmo se.
- Escepte se: a menos que, exceto se.
- Kiel ankaŭ: como também, assim como.
- Kondiĉe ke: com a condição de que.
- Konsente ke: admitindo-se que.
- Malgraŭ ke: apesar de que, conquanto.
- Por ke: para que.
- Post kiam: depois que.
- Same kiel: do mesmo modo que, assim como.
- Se ne: se não.
- Se nur: contando que.
- Supoze ke: supondo/suposto que.
- Tial ke: por isso que.
- Tial ĉar: por esse motivo/causa foi que.
- Tiel ke: de tal modo que, tanto que, tão... que.
- Tuj kiam: logo que, assim que.

Temos ainda as expressões conjuncionais envolvendo repetição:
- jen... jen...: ora... ora...
- aŭ... aŭ...: ou... ou...
- kaj... kaj...: tanto... quanto... (indicando inclusão, não comparação)
- nek... nek...: nem... nem...
- ju pli... des pli...: quanto mais... tanto mais...
- ju pli... des malpli...: quanto mais... tanto menos...
- ju malpli... des malpli...: quanto menos... tanto menos...
- ju malpli... des pli...: quanto menos... tanto mais....